# NGC 838
NGC 838 è una galassia lenticolare situata nella costellazione della Balena, a una distanza di circa 173 milioni di anni luce dalla nostra Via Lattea.

## Scoperta
La galassia è stata scoperta il 28 novembre 1785 dall'astronomo britannico di origine tedesca William Herschel.

## Descrizione

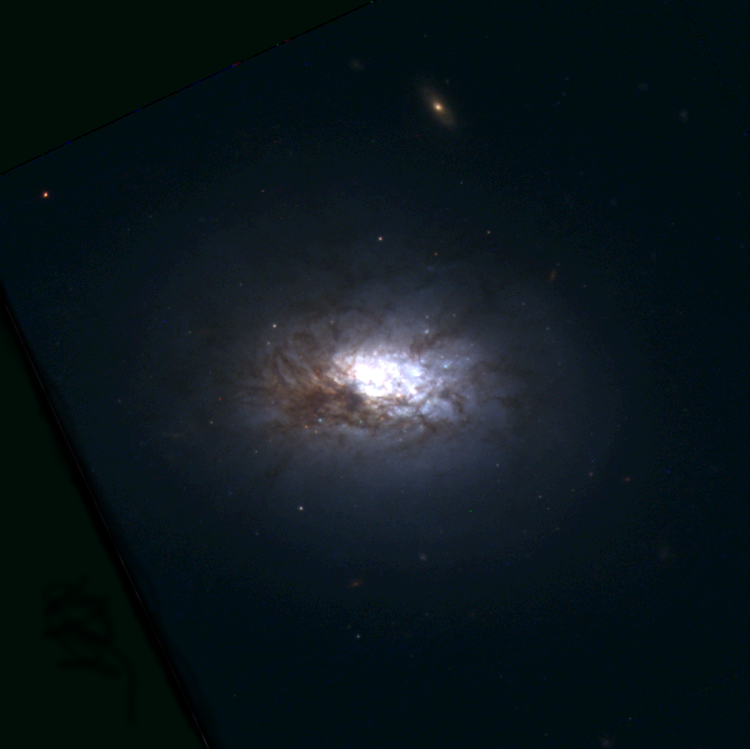
NGC 838 ripresa dal telescopio spaziale Hubble.

NGC 838 è una galassia luminosa all'infrarosso e sede di una intensa attività di formazione stellare. Il suo nucleo è molto brillante nell'ultravioletto. È inclusa nel catalogo di Markarian con il codice Mrk 1022 (MK 1022).
Il database SIMBAD la classifica come galassia LINER, cioè una galassia il cui nucleo presenta uno spettro di emissione caratterizzato da larghe righe di atomi debolmente ionizzati.

## Supernova
Il 15 gennaio 2005, all'interno di NGC 838 è stata scoperta la supernova SN 2005H da J. Graham e W. Li nel corso del programma congiunto LOSS/KAIT (Lick Observatory Supernova Search dell'Osservatorio Lick e The Katzman Automatic Imaging Telescope dell'Università della California - Berkeley.) La supernova è stata classificata di tipo II.

## Gruppo di NGC 835

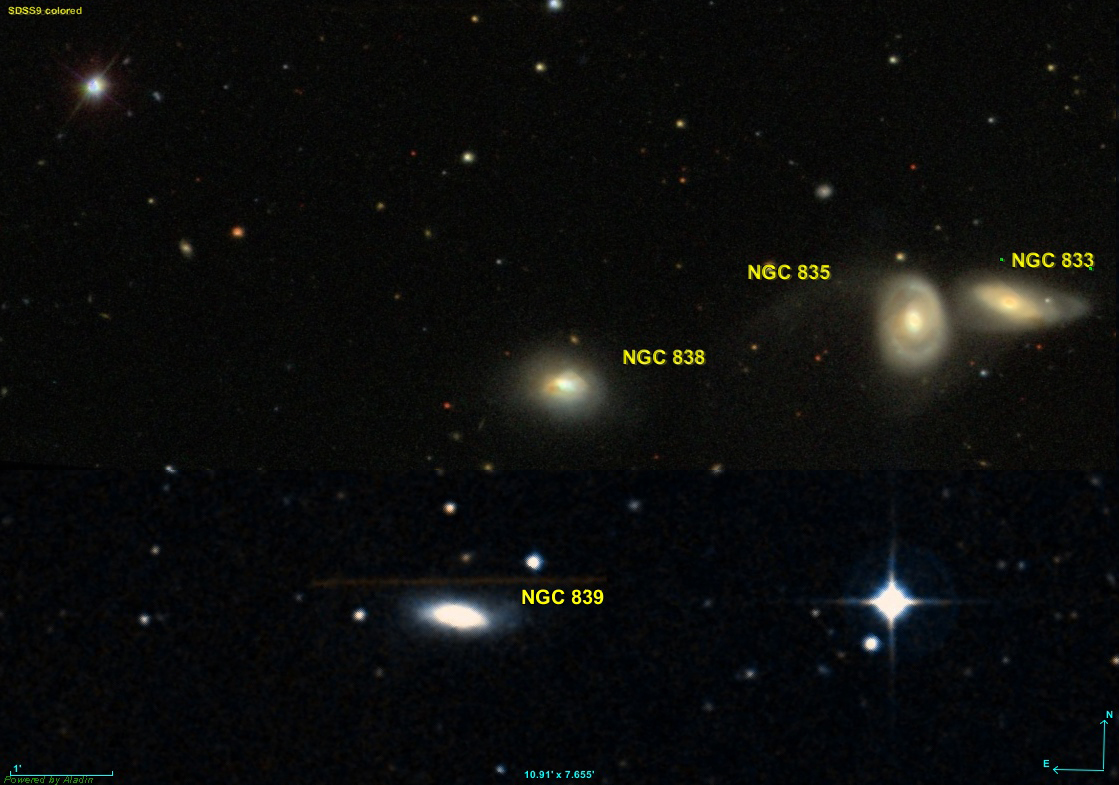
NGC 838 con le altre galassie di Hickson Compact Group HCG 16.

NGC 838 fa parte del Gruppo di NGC 835. Oltre a NGC 838 e NGC 835, le altre galassie del gruppo sono NGC 833, NGC 839, NGC 848, NGC 873 e MCG -2-6-19. NGC 838 fa anche parte di Hickson Compact Group HCG 16 con le galassie NGC 833, NGC 835 e NGC 839.